# Hidroksikarteolol
Hidroksikarteolol je beta blokator i metabolit karteolola.